# Fatima Al Qadiri
Fatima Al Qadiri ( em árabe: فاطمة القديري , nascida em julho de 1981) é uma música e artista conceitual do Kuwait nascida no Senegal.

## Biografia
Fatima Al Qadiri é a filha de Mohammed Al Qadiri, ex-diplomata e escritor do Kuwait, e de Thuraya Al-Baqsami, artista e escritora aclamada internacionalmente. Sua irmã é a artista visual Monira Al Qadiri. Ela nasceu em Dacar, Senegal, em julho de 1981, onde seu pai trabalhava como diplomata à época. Ela foi para o Kuwait com a família aos dois anos de idade e, aos dezessete, Al Qadiri se formou no colégio no Kuwait, seguindo para uma faculdade nos Estados Unidos.  Com bolsas de estudo do Ministério de Educação Superior no Kuwait, Al Qadiri frequentou brevemente várias faculdades - Pennsylvania State University, George Washington University e University of Miami - antes de se transferir para a New York University e obter o diploma de bacharel em Linguística aos 22 anos .  Após a faculdade, ela viveu em várias cidades antes de voltar para os EUA em 2007.

## Carreira
Em outubro de 2010, Al Qadiri produziu "Muslim Trance", um mini-mix para a revista DIS sob o pseudônimo Ayshay, que atraiu sua atenção. Ela também começou seu blog Global .Wav na DIS  no início daquele ano. Em 2011, Al Qadiri e o artista kuwaitiano Khalid Al Gharaballi receberam uma bolsa do Arab Fund for Arts and Culture para produzir uma instalação de vídeo e escultura intitulada "Mendeel Um A7mad (NxIxSxM)" exibida na Contemporary Art Platform (CAP) Kuwait em 2012 .
De 2011 a 2012, Al Qadiri lançou vários EPs nas gravadoras Fade to Mind, UNO e Tri Angle (sob o nome de Ayshay).
Em março de 2013, Al Qadiri tornou-se membro do coletivo de arte GCC, cujo trabalho foi exibido no MoMA PS1, Fridericianum, Sharjah Art Foundation e Whitney Museum of American Art .
Seu álbum de estreia, Asiatisch, foi lançado pela Hyperdub.
Ela também faz parte do grupo Future Brown, uma colaboração com Asma Maroof e Daniel Pineda de Nguzunguzu e J-Cush de Lit City Trax. Seu álbum homônimo foi lançado pela Warp Records em 2015.

## Arte
Desde maio de 2017, Fatima Al Qadiri produz sua música com uma configuração de um controlador MIDI de 88 teclas, monitores de estúdio, um microfone e uma estação de trabalho de áudio digital Logic Pro, um programa que ela usa desde 2001.

## Trabalhos publicados
- Mahma Kan Athaman (com Khalid al Gharaballi, Sophia Al Maria e Babak Radboy) publicado pela revista Bidoun, 20, Nova York, 2010.[10]
- Pâté (com Lauren Boyle) publicado por Common Space, Nova York, 2011.[11]

## Discografia

### Álbuns
- Asiatisch (2014), Hyperdub[12]
- Brute (2016), Hyperdub

### EPs
- Warn-U (2011), Tri Angle
- Genre-Specific Xperience (2011), UNO
- GSX Remixes (2012), UNO
- Desert Strike (2012), Fade to Mind
- Shaneera (2017)

### Trilhas sonoras de filmes
- Atlantique (2019)